# Referéndum de la Unión Soviética de 1991
El domingo 17 de marzo de 1991 se celebró un referéndum sobre el futuro de la Unión Soviética con la siguiente pregunta para los votantes:

Считаете ли Вы необходимым сохранение Союза Советских Социалистических Республик как обновлённой федерации равноправных суверенных республик, в которой будут в полной мере гарантироваться права и свободы человека любой национальности.
¿Considera necesario preservar la Unión de Repúblicas Socialistas Soviéticas como una federación renovada de repúblicas soberanas iguales en la que se garantizarán plenamente los derechos y libertades de una persona de cualquier nacionalidad?

El referéndum se hizo con el objetivo de aprobar el Nuevo Tratado de la Unión y fue ajeno a la reforma del sistema económico, cuestión que se llevaría a cabo tras la victoria de Borís Yeltsin en las elecciones presidenciales de la RSFS de Rusia de junio.
En la RSS de Kazajistán se cambió la redacción del referéndum sustituyendo «Estados soberanos iguales» por «repúblicas soberanas iguales». Aunque la votación fue boicoteada por las autoridades de RSS de Armenia, RSS de Estonia, RSS de Georgia (aunque no en la provincia separatista de Abjasia, donde el resultado fue más de un 98 % a favor, ni en Osetia del Sur), RSS de Letonia, RSS de Lituania, RSS de Moldavia (aunque no en Transnistria y Gagauzia), la participación fue del 80,03 % en la URSS. El referéndum fue aprobado por al menos el 77,85 % de los votantes en las otras nueve repúblicas que participaron. Es decir, fue el 61 % de todos los votantes de la Unión que aprobó la conservación de la URSS. Fue el primer y único referéndum en la historia de la Unión Soviética, que fue disuelta el 26 de diciembre de 1991.

## Resultado
| Alternativa                | Votos       | %     |
| -------------------------- | ----------- | ----- |
| A favor                    | 113 512 812 | 77,85 |
| En contra                  | 32 303 977  | 22,15 |
| Votos válidos              | 145 816 789 | 98,14 |
| Votos anulados o en blanco | 2 757 817   | 1,86  |
| Total                      | 148 574 606 | 100   |
| Participación              |             | 80,03 |
| Censo electoral            | 185 647 355 |       |
| Fuente: Nohlen & Stöver    |             |       |

### En las repúblicas participantes
| RSS de Azerbaiyán              | 2 709 246  | 94,1 | 169 225 | 5,9  | 25 326 | 2 903 797 | 75,1 |
| RSS de Bielorrusia             |            | 82,7 |         | 17,3 |        |           | 83,3 |
| RSS de Kazajistán              |            | 95,6 |         | 4,4  |        |           | 88,2 |
| RSS de Kirguistán              |            | 94,5 |         | 5,5  |        |           | 96,4 |
| RSFS de Rusia                  | 56 860 783 | 71,3 |         | 28.7 |        |           | 75,4 |
| RSS de Tayikistán              |            | 96,2 |         | 3,8  |        |           | 94,4 |
| RSS de Turkmenistán            | 1 766 584  | 98,3 | 31 203  | 1,7  |        |           | 97,7 |
| RSS de Ucrania                 | 22 110 899 | 70,2 |         | 29,8 |        |           | 83,5 |
| RSS de Uzbekistán              | 9 196 848  | 94,8 |         | 5,2  |        | 9 830 782 | 95,6 |
| Fuente: Nohlen y colaboradores |            |      |         |      |        |           |      |

### Otras repúblicas
En estas repúblicas no se crearon las comisiones electorales centrales; sin embargo, en algunos distritos electorales el referéndum se llevó a cabo voluntariamente. La participación de votantes aquí fue inferior al 50 %, pero esta información no fue incluida en la declaración oficial de la Comisión Central del Referéndum de la URSS.
| República             | Total de votos | A favor | A favor | En contra | En contra | Votos anulados |
| República             | Total de votos | Votos   | %       | Votos     | %         | Votos anulados |
| --------------------- | -------------- | ------- | ------- | --------- | --------- | -------------- |
| República de Armenia  | 3549           | 2549    | 71,6    | 966       | 27,2      | 42             |
| República de Georgia  | 210 556        | 208 181 | 98,9    | 1575      | 0,7       | 800            |
| República de Estonia  | 222 240        | 211 090 | 95,0    | 10 040    | 4,5       | 1110           |
| República de Letonia  | 436 783        | 415 147 | 95,1    | 18 015    | 4,1       | 3621           |
| República de Lituania | 501 375        | 496 050 | 98,9    | 4355      | 0,9       | 970            |
| RSS de Moldavia       | 700 893        | 688 905 | 98,3    | 8916      | 1,3       | 3072           |

## Preguntas adicionales
En varias de las repúblicas fueron añadidas otras preguntas a la votación. En Rusia la pregunta inquiría acerca de la instauración del puesto de presidente, mientras que en Kirguistán, Ucrania y Uzbekistán la pregunta fue sobre la soberanía de sus repúblicas como parte de una nueva Unión.

### RSFS de Rusia
En la RSFS de Rusia la pregunta adicional fue sobre si debía crearse un puesto electivo de presidente, cuyo resultado arrojó el 71,4 % de los votos a favor.
Las primeras elecciones presidenciales en Rusia se realizaron el 12 de junio de 1991, en la aún República Socialista Federativa Soviética de Rusia, para escoger al nuevo jefe de Estado electo de la república, quien, tras la disolución de la URSS, se convertiría en presidente de la Federación de Rusia.

### RSS de Kirguistán
En la República Socialista Soviética de Kirguistán también se le preguntó a los votantes: «¿Está de acuerdo con que la República de Kirguistán deba estar en la unión renovada como una república soberana con la igualdad de derechos?». Fue aprobado por el 62,2 % de los votantes, aunque la participación fue solo del 81,7 %, frente al 92,9 % en el referéndum de toda la Unión.
| Alternativa                    | Votos | %    |
| ------------------------------ | ----- | ---- |
| A favor                        |       | 62,2 |
| En contra                      |       | 37,8 |
| Votos anulados o en blanco     |       | —    |
| Total                          |       | 100  |
| Fuente: Nohlen y colaboradores |       |      |

### RSS de Ucrania
En la República Socialista Soviética de Ucrania también se le preguntó a los votantes: «¿Está de acuerdo con que Ucrania debe ser parte de la Unión de Repúblicas Soberanas Soviéticas sobre la base de la Declaración de Soberanía Estatal de Ucrania?». Fue aprobado por el 81,7 % de los votantes, con una participación del 83,5 %.
| Alternativa                    | Votos | %    |
| ------------------------------ | ----- | ---- |
| A favor                        |       | 81,7 |
| En contra                      |       | 18,3 |
| Votos anulados o en blanco     |       | —    |
| Total                          |       | 100  |
| Fuente: Nohlen y colaboradores |       |      |

### RSS de Uzbekistán
En la República Socialista Soviética de Uzbekistán también se le preguntó a los votantes, «¿Está de acuerdo con que Uzbekistán deba seguir siendo parte de una unión renovada (federación) como una república soberana con igualdad de derechos?». Fue aprobado por 94,9 % de los votantes, con una participación del 95,5 %.
| Alternativa                    | Votos     | %    |
| ------------------------------ | --------- | ---- |
| A favor                        |           | 94,9 |
| En contra                      |           | 5,1  |
| Votos anulados o en blanco     |           | 1,1  |
| Total                          | 9 824 304 | 100  |
| Fuente: Nohlen y colaboradores |           |      |